# LynxOS
 (novembre 2023).
Si vous disposez d'ouvrages ou d'articles de référence ou si vous connaissez des sites web de qualité traitant du thème abordé ici, merci de compléter l'article en donnant les références utiles à sa vérifiabilité et en les liant à la section « Notes et références ».
LynxOS est un système d'exploitation temps réel, propriétaire et de style Unix de la société LynuxWorks pour systèmes embarqués. Parfois appelé tout simplement « Lynx », LynxOS est conforme au standard POSIX et offre une compatibilité avec Linux. LynxOS s'emploie surtout dans des systèmes embarqués tels que les logiciels critiques dans l'aviation, le militaire, la fabrication industrielle, et dans les communications.
Les premières versions de LynxOS ont été créées en 1986 à Dallas, au Texas, pour un processeur Motorola 68010. En 1988-89, une version de LynxOS a été réalisée pour l'architecture Intel 80386. En 1989, la compatibilité avec SVR3 a été ajoutée au système, et plus tard, la compatibilité avec Linux.  Aujourd'hui, LynxOS fonctionne également sur d'autres architectures, telles ARM, PowerPC et MIPS.
En 2003, LynuxWorks a lancé une version spécialisée de LynxOS, LynxOS-178, à l'intention des applications aéronautiques qui doivent posséder la certification au standard DO-178B.